# Tangentenklavier

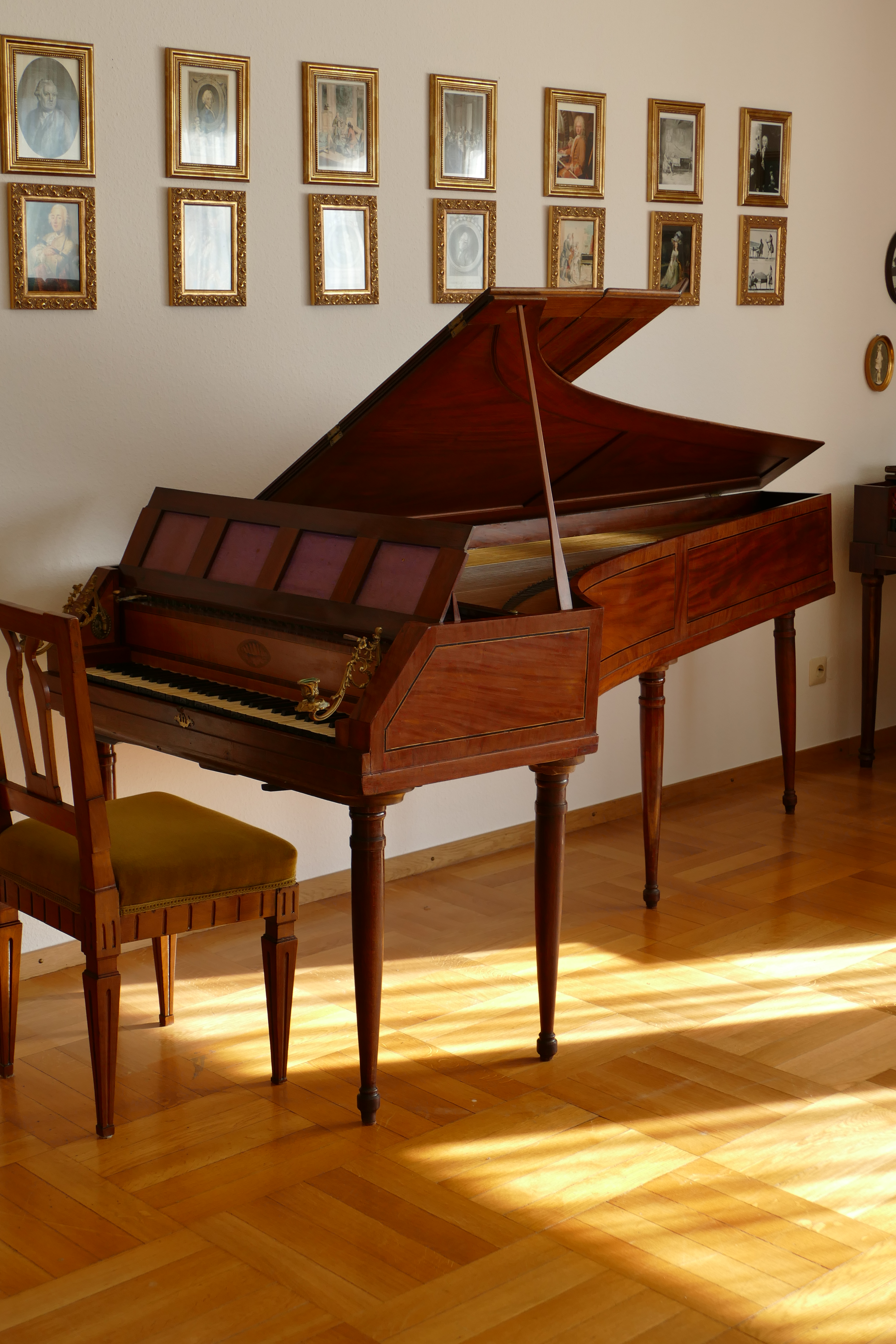
Tangentenflügel / Springerflügel von Johann Wilhelm Berner in der Pooya Radbon Sammlung

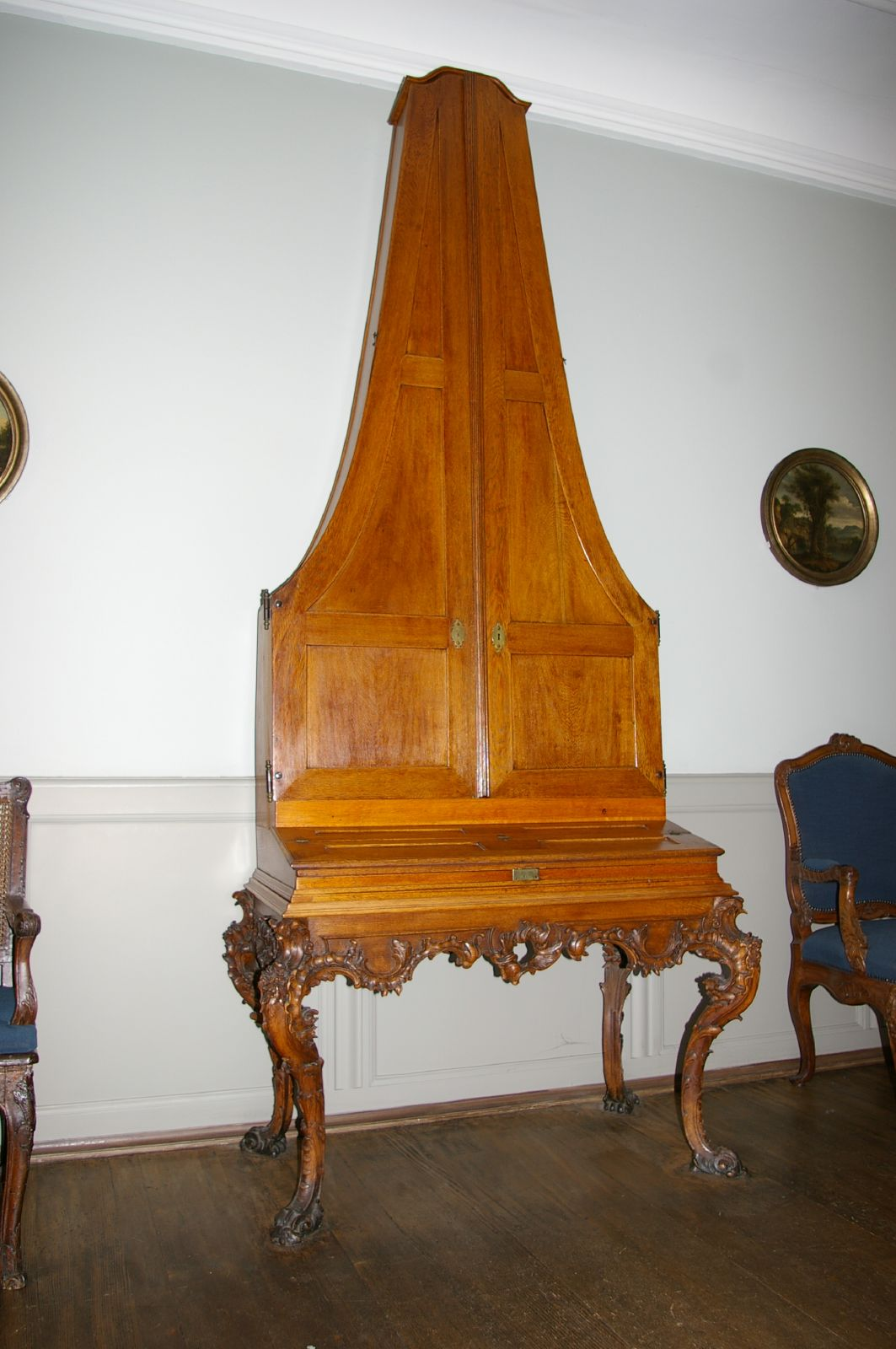
Pyramidenflügel von Christian Ernst Friederici im Goethe-Haus Frankfurt

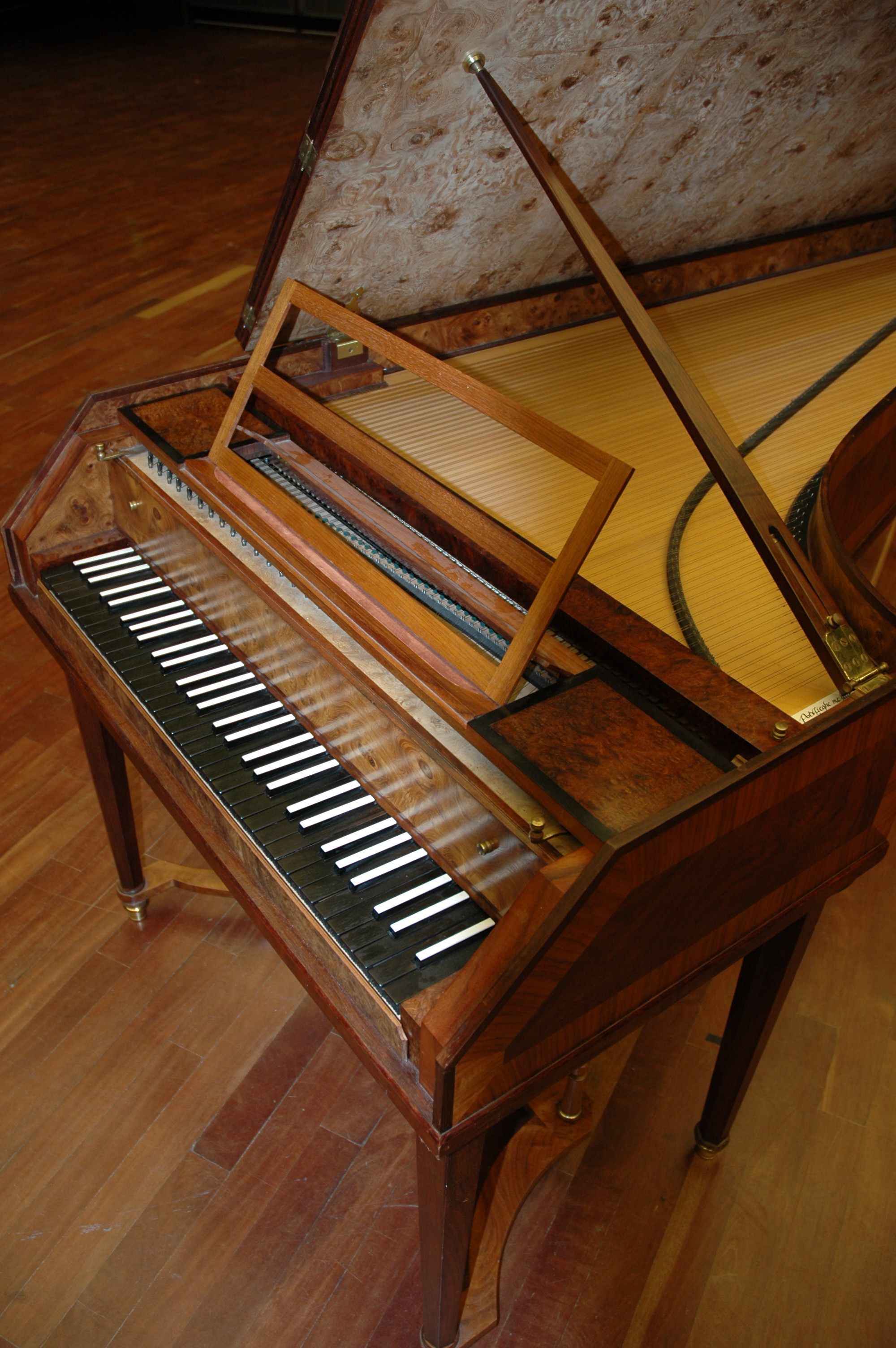
Tangentenflügel nach historischen Vorbildern von Dierik Potvlieghe

Tangentenklavier oder Tangentenflügel sind eine Zwischenform von Clavichord, Cembalo und Hammerklavier. Bei einem Tastenanschlag wird ein Holzstab mit Lederkopf von unten gegen die Saite geschlagen, ein zweites Stäbchen dämpft die Saite wieder ab. Tangentenflügel wurden gegen Ende des 18. Jahrhunderts gebaut.

## Geschichte
Franz Jakob Späth (1714–1786) hatte schon 1751 eine Mechanik für ein Fortepiano erfunden, bei dem der Ton nicht wie beim Hammerflügel durch ein Hämmerchen erzeugt wird, sondern durch ein Holzleistchen, die sogenannte Tangente, welche durch Tastendruck gegen die Saite geschleudert wird – so Ernst Ludwig Gerber in seinem Neuen Historisch-Biographischen Lexikon der Tonkünstler (Leipzig 1813/14). Diese Mechanik entwickelte Späth bis 1770 weiter und baute gemeinsam mit Christoph Friedrich Schmahl (1739–1814) in Regensburg solche Instrumente. Die Bezeichnung dieses Bautyps als Tangentenflügel ist erstmals im Jahre 1791 nachweisbar. Vorher wurde er wie der Hammerflügel einfach als Fortepiano oder auch Pianoforte bezeichnet.
Wolfgang Amadeus Mozart schreibt in einem Brief vom 17. Oktober 1777: „Ehe ich noch vom stein seiner arbeit etwas gesehen habe, waren mir die spättischen Clavier die liebsten“, wobei offenbleibt, ob Mozart mit den „spättischen Clavier“ eben Tangentenflügel gemeint hat oder andere Tasteninstrumente.
Weltweit existieren noch rund 20 Tangentenflügel. Die wichtigsten erhaltenen Tangentenflügel sind die von Schmahl, seinem Mitarbeiter Johann Wilhelm Berner und von Pastore in Italien.

## Konstruktion
Bei den Tangentenflügeln ist der Kopf der Tangente, die an die Saite schlägt, unbeledertes und unbefilztes Holz. Der Klang erinnert an ein mit Klöppeln geschlagenes Psalterium oder Cymbalon, wie es in Musik vom Balkan und östlich davon verwendet wird. Er ist etwas silbrig, aber eben „mit forte und piano“, mit dynamischer Abstufung. Durch Moderatorzüge kann dieser Klang verändert werden (indem z. B. ein Filz zwischen Saite und Tangente geschoben wird, wodurch der Klang dann so wird, wie wir ihn heute mit Hammerflügeln assoziieren). Bei den frühen Hammerflügeln deutscher (und später Wiener) Bauart waren die Hammerköpfe zunächst ebenfalls unbeledert, ja gelegentlich sogar mit Elfenbein gegen Abnutzung verstärkt (so z. B. beim Pyramidenflügel von Christian Ernst Friederici von 1745). Erst ab 1783 begann Johann Andreas Stein, belederte Hammerköpfe einzubauen.

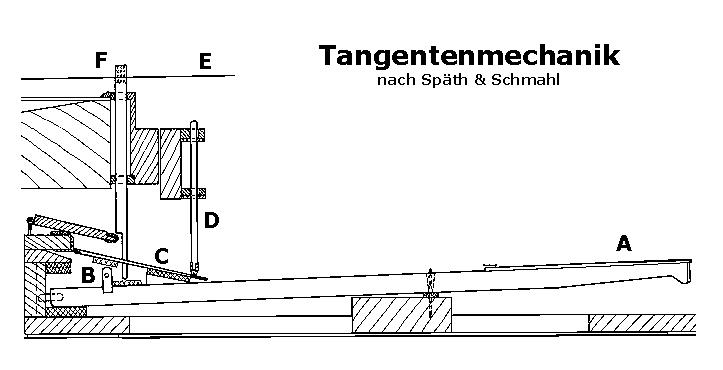
Tangententechnik nach Späth und Schmahl

Durch Druck auf die Taste (A) hebt sich ihr hinteres Ende mit der Pilote (B). Die Pilote stößt den Treiber (C) empor, der wiederum die in einem Rechen stehende Tangente (D) gegen die Saite (E) schleudert. Gleichzeitig hebt sich der Dämpfer (F), sodass die Saite frei schwingen kann.